# Reseda gredensis
Reseda gredensis är en resedaväxtart som först beskrevs av Vicente Cutanda och Heinrich Moritz Willkomm, och fick sitt nu gällande namn av Müll. Arg. Reseda gredensis ingår i släktet resedor, och familjen resedaväxter. Inga underarter finns listade i Catalogue of Life.